# Oberweningen
Oberweningen est une commune suisse du canton de Zurich, située dans le district de Dielsdorf.

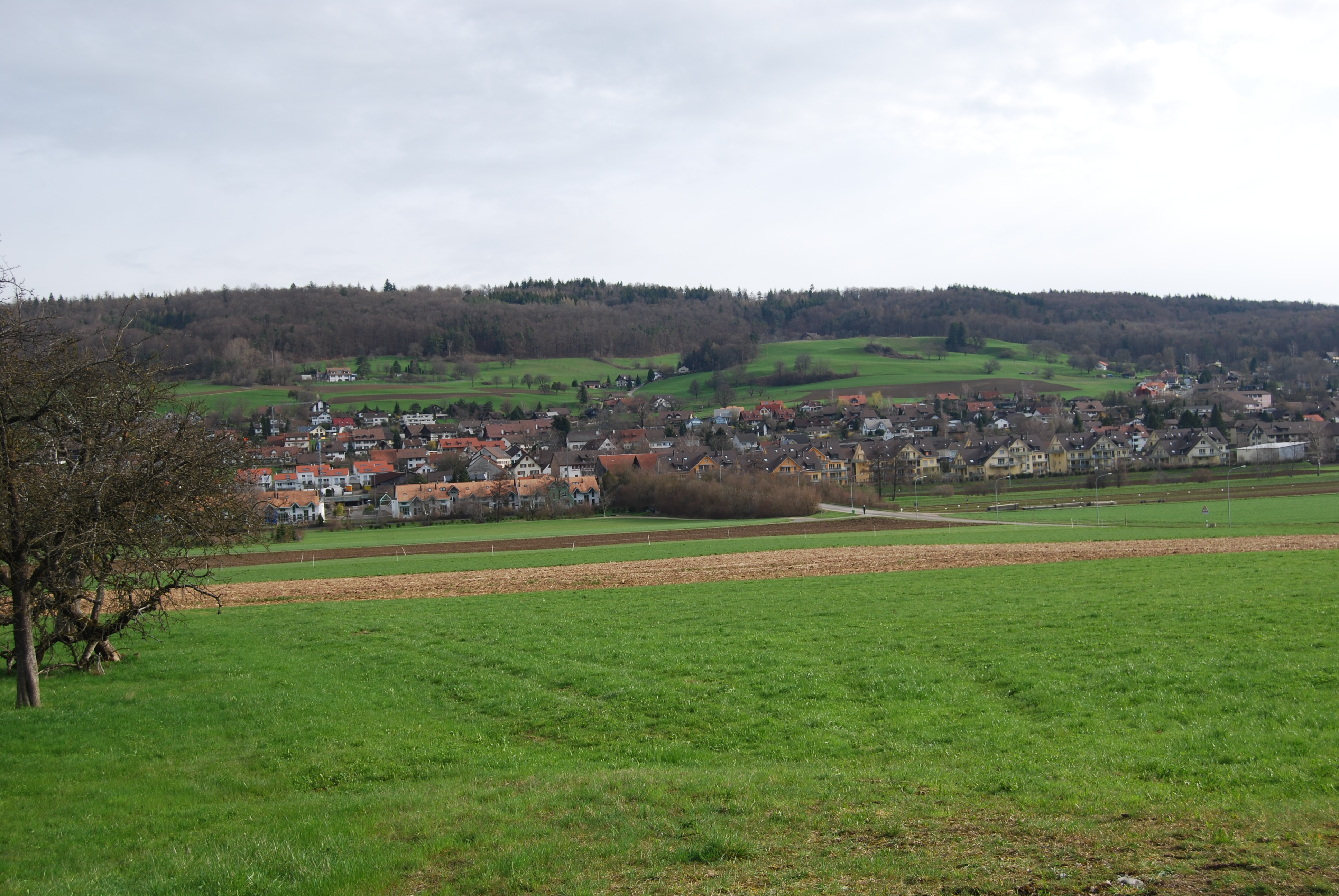
Oberweningen.

Photo aérienne (1971).